# Ramidreju
El ramidreju es una criatura fantástica de la mitología cántabra, descrito como híbrido de la monuca galana (comadreja) y de la rámila (garduña), delgado y largo, con piel rayada de negro y verde, y con cara de jabalí y ojos amarillos. 
Fue descrito por el cantabrista Manuel Llano, según un relato en el que dice haber oído a un vecino de Viaña (Cabuérniga) hablar de él. En él se dice que el ramidreju nace cada cien años, excava profundas galerías, y su hiel -que es bebida por las anjanas en el valle de Cieza- posee la capacidad de curar todas las enfermedades y desvelar tesoros ocultos.